# Związek jednostek samorządu terytorialnego
Związek jednostek samorządu terytorialnego, inaczej związek komunalny – specyficzna korporacja prawa publicznego tworzona w celu wspólnego wykonywania zadań publicznych przez samorządy gmin lub/i powiatów w drodze porozumień zatwierdzanych następnie uchwałami ich rad, jako:
- związek międzygminny,
- związek powiatów,
- związek powiatowo-gminny.

Związek jednostek samorządu terytorialnego ma osobowość prawną nabywaną w drodze wpisu rejestru prowadzonego przez Ministra Spraw Wewnętrznych i Administracji. Szczegółowe zasady tworzenia związków zawierają: rozdział 7. Związki i porozumienia międzygminne (art. 64-73a) ustawy o samorządzie gminnym  (Dz.U. z 2023 r. poz. 40), a związków powiatów i powiatowo-gminnych rozdział 7. Związki powiatów i związki powiatowo-gminne oraz stowarzyszenia i porozumienia powiatów ustawy o samorządzie powiatowym (Dz.U. z 2022 r. poz. 1528).

## Utworzenie związku
Związki tworzy się w celu efektywniejszego wykonywania zadań z zakresu administracji publicznej.
Procedura utworzenia związku składa się z dwóch etapów:
1. uchwały o utworzeniu przez rady zainteresowanych gmin lub/i powiatów, co następuje bezwzględną większością ustawowej liczby członków
2. przyjęcia w tym samym trybie statutu związku

Członkostwo w związku jest co do zasady dobrowolne i każda gmina lub/i powiat może swobodnie z niego wystąpić, niemniej ustawy przewidują możliwość nałożenia na gminy lub/i powiaty obowiązku utworzenia związku, ale wykorzystano ją dotąd jedynie w odniesieniu do nieistniejących już gmin warszawskich, na których obowiązek taki spoczywał aż do ich zniesienia w 2002 roku. Z kolei Górnośląsko-Zagłębiowska Metropolia jest związkiem metropolitalnym, stanowiącym odrębną formę prawną sui generis.

## Zadania związku
Na związek można przekazać wszystkie zadania z zakresu zadań własnych gmin lub/i powiatów, oprócz tych do których wymagane jest osobne upoważnienie ustawowe (np. stanowienie prawa miejscowego). Możliwe jest także przekazanie na związek zadań zleconych z zakresu administracji rządowej. Ponadto związek sam może zawierać porozumienia z administracją rządową przewidujące nałożenie na niego ww. obowiązków.
Na związek rada gminy lub/i powiatu może ponadto przekazać kompetencje do wydawania indywidualnych decyzji, podobnie jak to ma miejsce z przekazaniem tego typu kompetencji jednostkom pomocniczym w gminie lub powiecie.

## Organy związku
Organem stanowiącym i kontrolnym (odpowiednik rady gminy lub/i powiatu) jest zgromadzenie związku. Składa się ono z wójtów lub i starostów (a więc organów wykonawczych) poszczególnych gmin lub/i powiatów. Rada gminy/powiatu może upoważnić także radnego lub zastępcę wójta/starosty do jej reprezentacji. Statut może przewidywać, że niektóre gminy lub/i powiaty będą miały więcej niż jednego przedstawiciela.
Organem wykonawczym związku jest zarząd, powoływany przez zgromadzenie związku spośród jego członków. Możliwe jest powołanie maks. 1/3 osób spoza członków zgromadzenia związku.

## Tryb działania związku
Zgromadzenie związku podejmuje decyzje bezwzględną większością głosów statutowej liczby członków. Na uchwały zgromadzenia każdemu członkowi przysługuje sprzeciw. W razie sprzeciwu zgromadzenie musi jeszcze raz rozpatrzyć daną sprawę. Przy ponownym rozpatrywaniu prawo sprzeciwu nie przysługuje. Sprzeciw należy wnieść w ciągu 7 dni od podjęcia uchwały.